# Thanouthong Kietnalonglop
Thanouthong Kietnalonglop (laotisch: ທະນູທອງ ກຽດນາລົງລົ; * 5. März 2001) ist ein laotischer Fußballspieler.

## Karriere

### Verein
Thanouthong Kietnalonglop stand bis Juni 2020 beim laotischen Erstligisten Vientiane FT in Vientiane unter Vertrag. Am 1. Juli 2020 unterschrieb er einen Vertrag beim ebenfalls in der ersten Liga spielenden Young Elephants FC. 2020 und 2022 wurde er mit dem Verein laotischer Pokalsieger, 2022 und 2023 feierte er mit den Elephants die laotsche Meisterschaft.

### Nationalmannschaft
Thanouthong Kietnalonglop spielte von 2022 bis 2023 fünfmal in der laotischen U23-Nationalmannschaft. Sein Debüt für die laotische Nationalmannschaft gab er am 23. März 2022 in einem Freundschaftsspiel gegen die Mongolei. Bei dem 1:0-Erfolg stand er in der Startelf und spielte die kompletten 90 Minuten.

## Erfolge
Young Elephants FC
- Laotischer Meister: 2022, 2023
- Laotischer Pokalsieger: 2020, 2022